# Centri della Calzatura-Partizan/2008
Deze pagina geeft een overzicht van de Centri della Calzatura-Partizan-wielerploeg in 2008.

## Algemeen
Algemeen manager: Dušan Banović
Ploegleiders: Pasquale Di Monaco, Primo Franchini, Aleksandar Nikačević, Floriano Torresi, Alberto Trapassi, Saša Gajičić

## Renners
| Naam                           | Geboortedatum | Nationaliteit | Ploeg 2007                |
| ------------------------------ | ------------- | ------------- | ------------------------- |
| Daniele Callegarin (vanaf 1-6) | 21-09-1982    | Italië        | LPR                       |
| Žolt Der                       | 25-03-1983    | Servië        | P-Nívó Betonexpressz-2000 |
| Josip Dulić (tot 15-6)         | 21-08-1985    | Servië        | Neo                       |
| Muradjan Halmuratov            | 11-06-1982    | Oezbekistan   | geen                      |
| Esad Hasanović                 | 24-01-1985    | Servië        | AEG Toshiba-Jetnetwork    |
| Iván Hernández                 | 06-05-1984    | Colombia      | Neo                       |
| Aleksej Kolesov (vanaf 1-6)    | 27-09-1984    | Kazachstan    | Astana                    |
| Artur Król                     | 27-06-1983    | Polen         | Amore & Vita-McDonald's   |
| Vladimir Lichatsjev (tot 15-6) | 25-02-1985    | Rusland       | Neo                       |
| Dimitri Nikandrov              | 25-05-1979    | Rusland       | Neo                       |
| Slobodan Pajić                 | 09-08-1989    | Servië        | Neo                       |
| Jaime Ramírez                  | 20-01-1989    | Colombia      | Neo                       |
| Miguel Ángel Rubiano           | 03-10-1984    | Colombia      | Panaria-Navigare          |
| Jevgeni Sladkov (vanaf 15-6)   | 15-12-1983    | Kazachstan    | Astana                    |
| Aleksandar Srnić               | 07-06-1988    | Servië        | Neo                       |
| Miloš Veličković               | 21-12-1987    | Servië        | geen                      |
| Luca Zanasca                   | 23-08-1983    | Italië        | Neo                       |
| Emanuele Zitti                 | 01-05-1985    | Italië        | Neo                       |
| Stagiairs                      |               |               |                           |
| Winner Anacona                 | 11-08-1988    | Colombia      |                           |
| Federico Scotti                | 08-04-1986    | Italië        |                           |

## Overwinningen
Nationale kampioenschappen
Servië, tijdrit: Esad Hasanović
Cinturó de l'Empordà
1e etappe: Luca Zanasca
Eindklassement: Luca Zanasca
Ronde van Slowakije
1e etappe: Miguel Ángel Rubiano
2008 · 2009 · 2010 · 2011 · 2012 · 2013 · 2014 · 2015 · 2016